# Club de Fútbol Fuenlabrada Promesas
El Club de Fútbol Fuenlabrada Promesas Madrid 2021 és un club de futbol de Móstoles, que juga en la tercera divisió espanyola. Va donar-se a conéixer el 2019, quan el Móstoles Balompié va adoptar la denominació Flat Earth FC i es va reivindicar com un equip que defensava que la terra és plana.

## Història

### Flat Earth
El Móstoles Balompié jugava a la divisió preferent madrilenya però va aconseguir l'ascens a tercera divisió per a la temporada 2019-2020. Va ser en aquell moment quan el president del club, l'exfutbolista Javi Poves, va anunciar el canvi de nom i de filosofia de l'entitat, que des d'aquell moment començaria a defensar la teoria de la conspiració que la terra és plana. La decisió es va justificar, entre altres motius, en que el futbol era un bon aparador per a la teoria.
L'equip no disposà d'estadi ni instal·lacions en propietat, sinó que les lloga. Açò es deu al fet que el mateix estiu en que es va canviar el nom al club, el fins aleshores filial del Móstoles Balompié, el Deportivo Fátima, va recuperar el nom del primer equip i va començar un nou projecte des de la categoria més baixa del futbol madrileny, mantenint les categories del futbol base. D'aquesta manera, el Flat Earth FC mantenia la plaça en tercera divisió, però abandonava el municipi de Móstoles.
Amb el debut en tercera categoria, el club es va fer viral pels càntics dels seus aficionats, on defensaven la teoria terraplanista i atacaven a la NASA i l'astronauta Pedro Duque.
En l'apartat esportiu, el Flat Earth va ser el primer equip de futbol masculí en tindre una entrenadora en tercera divisió, amb la incorporació de Laura del Río. Després de dos victòries als dos primers partits, una sèrie de mals resultats va portar a la seua destitució a finals d'octubre, sent reemplaçada per l'entrenador que feu ascendir al Móstoles de categoria, Javier de Lucas.
Durant la pandèmia per coronavirus, el club va difondre missatges antivacunes. El desembre del 2020, dimiteix el president de l'equip, Javi Poves, i l'equip abandona la filosofia terraplanista. El juliol del 2021, l'equip esdevé filial del CF Fuenlabrada.